# Gian Bazzi
Gian Bazzi, švicarski hokejist, * 1. april 1931, Švica, † 12. januar 2016. 
Bazzi je za švicarsko reprezentanco nastopil na olimpijskem hokejskem turnirju 1952, kjer je z reprezentanco osvojil peto mesto, ter več svetovnih prvenstvih, na katerih je osvojil eno bronasto medaljo.